# Liste der Gebietsänderungen in Sachsen 2008
Die Liste der Gebietsänderungen in Sachsen 2008 enthält Änderungen an Gemeindegebieten des Freistaats Sachsen in der Zeit vom 1. Januar 2008 bis zum 31. Dezember 2008. Dazu zählen unter anderem Zusammenschlüsse und Trennungen von Gemeinden, Eingliederungen von Gemeinden in eine andere, Änderungen des Gemeindenamens und Umgliederungen von Teilen einer Gemeinde in eine andere.

In Sachsen kam es im Jahr 2008 zu 13 Gemeindegebietsänderungen, davon drei Eingliederungen, sieben Umgliederungen sowie drei Zusammenschlüsse von Gemeinden. In 12 der 13 Fälle besteht die Gemeinde nach Änderung noch, die anderen wurden durch spätere Gebietsänderungen aufgelöst. In das Jahr 2008 fiel zudem die Zweite sächsische Kreisgebietsreform, bei der zum 1. August 2008 die Anzahl der Landkreise von 22 auf 10 und die Anzahl der kreisfreien Städte von 7 auf 3 reduziert wurde.

## Legende
- Datum: juristisches Wirkungsdatum der Gebietsänderung
- Gemeinde vor der Änderung: Gemeinde vor der Gebietsänderung
- Gebietsänderung: Art der Gebietsänderung
- Gemeinde nach der Änderung: Gemeinde nach der Gebietsänderung
- Landkreis: Landkreis der Gemeinde nach der Gebietsänderung
- OT: Ortsteil

Die Sortierung erfolgt chronologisch: Datum, kreisfreie Städte, Landkreise, aufnehmende oder neu gebildete Gemeinde. Heute noch bestehende Gemeinden sind farbig unterlegt.
Sind die Wirkungsdaten vor dem 1. August 2008 festgelegt, wird der Landkreis vor der Kreisneugliederung angegeben, ansonsten der neu entstandene Landkreis.

## Liste der Gebietsänderungen
| Datum      | Gemeinde vor Änderung | Gebietsänderung                                                                            | Gemeinde nach Änderung                                                                     | Landkreis                                                                                  |
| ---------- | --- | ------------------------------------------------------------------------------------------ | ------------------------------------------------------------------------------------------ | ------------------------------------------------------------------------------------------ |
| 01.01.2008 | Oberlungwitz 0,4148 Hektar | Umgliederung nach                                                                          | Hohenstein-Ernstthal                                                                       | Chemnitzer Land                                                                            |
| 01.01.2008 | Hohenstein-Ernstthal 0,4177 Hektar | Umgliederung nach                                                                          | Oberlungwitz                                                                               | Chemnitzer Land                                                                            |
| 01.01.2008 | Pöhla | Eingliederung nach                                                                         | Schwarzenberg/Erzgeb.                                                                      | Aue-Schwarzenberg                                                                          |
| 01.01.2008 | Markersbach, Raschau mit Langenberg | Zusammenschluss zu                                                                         | Raschau-Markersbach                                                                        | Aue-Schwarzenberg                                                                          |
| 01.01.2008 | Friedersdorf mit Neufriedersdorf | Eingliederung nach                                                                         | Neusalza-Spremberg                                                                         | Löbau-Zittau                                                                               |
| 01.01.2008 | Laußnitz 0,4074 Hektar | Umgliederung nach                                                                          | Ottendorf-Okrilla                                                                          | Kamenz                                                                                     |
| 02.01.2008 | Glashütte mit Bärenhecke, Börnchen, Dittersdorf, Johnsbach, Luchau, Neudörfel, Rückenhain, Schlottwitz, Reinhardtsgrimma mit Cunnersdorf, Hausdorf, Hermsdorf, Hirschbach, Niederfrauendorf, Oberfrauendorf | Zusammenschluss zu                                                                         | Glashütte                                                                                  | Weißeritzkreis                                                                             |
| 01.04.2008 | Lobstädt mit Großzössen, Kahnsdorf | Eingliederung nach                                                                         | Neukieritzsch                                                                              | Leipziger Land                                                                             |
| 01.07.2008 | Striegistal mit Berbersdorf, Goßberg, Kaltofen, Mobendorf, Pappendorf, Schmalbach, Tiefenbach mit Arnsdorf, Böhringen, Dittersdorf, Etzdorf, Gersdorf, Kummersheim, Marbach, Naundorf                       | Zusammenschluss zu                                                                         | Striegistal                                                                                | Mittweida                                                                                  |
| 01.08.2008 | Kreisneugliederung 22 Landkreise, 7 kreisfreie Städte → 10 Landkreise, 3 kreisfreie Städte | Kreisneugliederung 22 Landkreise, 7 kreisfreie Städte → 10 Landkreise, 3 kreisfreie Städte | Kreisneugliederung 22 Landkreise, 7 kreisfreie Städte → 10 Landkreise, 3 kreisfreie Städte | Kreisneugliederung 22 Landkreise, 7 kreisfreie Städte → 10 Landkreise, 3 kreisfreie Städte |
| 01.08.2008 | Roßwein 16,0691 Hektar | Umgliederung nach                                                                          | Mochau                                                                                     | Mittelsachsen                                                                              |
| 01.08.2008 | Mochau 17,9999 Hektar | Umgliederung nach                                                                          | Roßwein                                                                                    | Mittelsachsen                                                                              |
| 04.10.2008 | Riesa 0,6899 Hektar | Umgliederung nach                                                                          | Hirschstein                                                                                | Meißen                                                                                     |
| 04.10.2008 | Hirschstein 0,5791 Hektar | Umgliederung nach                                                                          | Riesa                                                                                      | Meißen                                                                                     |

## Quelle
- Statistisches Landesamt Sachsen: ab 1. Januar 2000 bis 31. Dezember 2009 (XLSX-Datei; 40 kB)